# برزوفکا (شهرستان پوسپلیخینسکی، سرزمین آلتای)
برزوفکا (به لاتین: Berezovka) یک منطقهٔ مسکونی در روسیه است که در سرزمین آلتای واقع شده‌است.